# Campeonato de Australia 1953
Lista de los campeones del Abierto de Australia de 1953:

## Individual masculino
Ken Rosewall (AUS) d. Mervyn Rose (AUS),  6–0, 6–3, 6–4

## Individual femenino
Maureen Connolly (USA) d. Julie Sampson (USA), 6–3, 6–2

## Dobles masculino
Lew Hoad/Ken Rosewall (AUS)

## Dobles femenino
Maureen Connolly (USA)/Julia Sampson (USA)

## Dobles mixto
Julia Sampson (USA)/Rex Hartwig (USA)
| Predecesor: 1952                                       | Abierto de Australia 1953 | Sucesor: 1954                         |
| Predecesor: Campeonato nacional de Estados Unidos 1952 | Grand Slam 1953           | Sucesor: Torneo de Roland Garros 1953 |

- Datos: Q2714927